# 사이러스 (영화)
《사이러스》(영어: Cyrus)는 미국에서 제작된 제이 두플라스, 마크 두플라스 감독의 2010년 로맨틱 코미디 드라마 영화이다. 조나 힐 등이 출연하였고, 마이클 코스티갠 등이 제작에 참여하였다.

## 출연진
- 존 C. 라일리
- 조나 힐
- 머리사 토메이
- 캐서린 키너
- 맷 월시
- 다이앤 미조타
- 케이티 애설턴
- 제이미 도널리
- 팀 기니
- 스티브 지시스

## 기타 제작진
- 공동 제작: 크리샌 버지스
- 미술: 애니 스피츠
- 세트: 메그 에버리스트
- 의상: 로멜 호킨스